# Svartgessi (Älvdalens socken, Dalarna, 678279-138918)
Svartgessi är en sjö i Älvdalens kommun i Dalarna och ingår i Dalälvens huvudavrinningsområde. Sjön har en area på 0,262 kvadratkilometer och ligger 456,1 meter över havet. Sjön avvattnas av vattendraget Svartgessibäck.

## Delavrinningsområde
Svartgessi ingår i det delavrinningsområde (678165-138861) som SMHI kallar för Mynnar i Tennan. Medelhöjden är 443 meter över havet och ytan är 23,11 kvadratkilometer. Det finns inga avrinningsområden uppströms utan avrinningsområdet är högsta punkten. Svartgessibäck som avvattnar avrinningsområdet har biflödesordning 5, vilket innebär att vattnet flödar genom totalt 5 vattendrag innan det når havet efter 406 kilometer. Avrinningsområdet består mestadels av skog (70 procent) och sankmarker (17 procent). Avrinningsområdet har 0,26 kvadratkilometer vattenytor vilket ger det en sjöprocent på 1,1 procent.